# Aprominta separata
Aprominta separata is een vlinder uit de familie dominomotten (Autostichidae). De wetenschappelijke naam is voor het eerst geldig gepubliceerd in 1961 door Gozmany.
Deze vlinder komt voor in Europa.